# Dolná Poruba
Dolná Poruba este o comună slovacă, aflată în districtul Trenčín din regiunea Trenčín. Localitatea se află la altitudinea de 429 m deasupra n.m., se întinde pe o suprafață de 22,69 km2 și în 2017 număra 797 de locuitori.

## Istoric
Localitatea Dolná Poruba este atestată documentar din 1355.

## Demografie
| An:                | 1994 | 2004   | 2014   | 2024   |
| ------------------ | ---- | ------ | ------ | ------ |
| Număr de persoane: | 904  | 845    | 788    | 794    |
| Diferență:         |      | −6,52% | −6,74% | +0,76% |

| An:                | 2023 | 2024   |
| ------------------ | ---- | ------ |
| Număr de persoane: | 789  | 794    |
| Diferență:         |      | +0,63% |